# Jhon Wilson Murillo
Jhon Wilson Murillo  (Urabá, Antioquia, Colombia; 6 de noviembre de 1990) es un futbolista Colombiano. Juega de volante.

## Clubes
| Club            | País     | Año         |
| --------------- | -------- | ----------- |
| Danubio         | Uruguay  | 2009        |
| Peñarol         | Uruguay  | 2009        |
| Marathón        | Honduras | 2010        |
| Lecce           | Italia   | 2012        |
| América de Cali | Colombia | 2013 - 2014 |
| Londrina        | Brasil   | 2015        |
| Tigres          | Colombia | 2016        |

## Palmarés
- Ascendió de la Primera C a la Primera B con el Londrina de Brasil.
- Ascendió de la Primera B a la Primera A con el Tigres de Soacha.